# Conistra livina
Conistra livina är en fjärilsart som beskrevs av Otto Staudinger 1901. Conistra livina ingår i släktet Conistra och familjen nattflyn. Inga underarter finns listade i Catalogue of Life.